# كريستيان أيكمان
كريستيان أيكمان (بالهولندية: Christiaan Eijkman) ـ (11 أغسطس 1858 ـ 5 نوفمبر 1930) طبيب هولندي، تقاسم  جائزة نوبل في الطب لعام 1929 مع البريطاني السير فريدريك هوبكنس.

## حياته
ولد كرستيان أيكمان في مدينة نايكيرك وسط هولندا في 11 أغسطس 1858، وكان السابع في الترتيب بين أبناء كرستيان أيكمان ـ الذي كان ناظرًا لمدرسة محلية ـ وزوجته يوهانا أليدا بول.
بعد مولد أيكمان بعام واحد انتقلت الأسرة إلى مدينة زاندام، حيث عين الأب ناظرًا لمدرسة حديثة الإنشاء للتعليم الأساسي المتطور. وفي زاندام تلقى كرستيان وأشقاؤه تعليمهم المبكر. وفي 1875 التحق أيكمان بمدرسة الطب العسكرية في جامعة أمستردام، حيث جرى إعداده للعمل ضابطًا طبيبًا في جيش الهند الشرقية الهولندي. وقد اجتاز أيكمان جميع امتحاناته بالجامعة بتفوق مع مرتبة الشرف.
عمل أيكمان بين عامي 1879 و1881 مساعدًا للبروفيسور بلاس، أستاذ علم وظائف الأعضاء، وقام في تلك السنوات بإعداد أطروحته للدكتوراه ـ وموضوعها «عن استقطاب الأعصاب» ـ والتي هيأته لنيل درجة الدكتوراه مع مرتبة الشرف في 13 يوليو 1883.

## أبحاثه

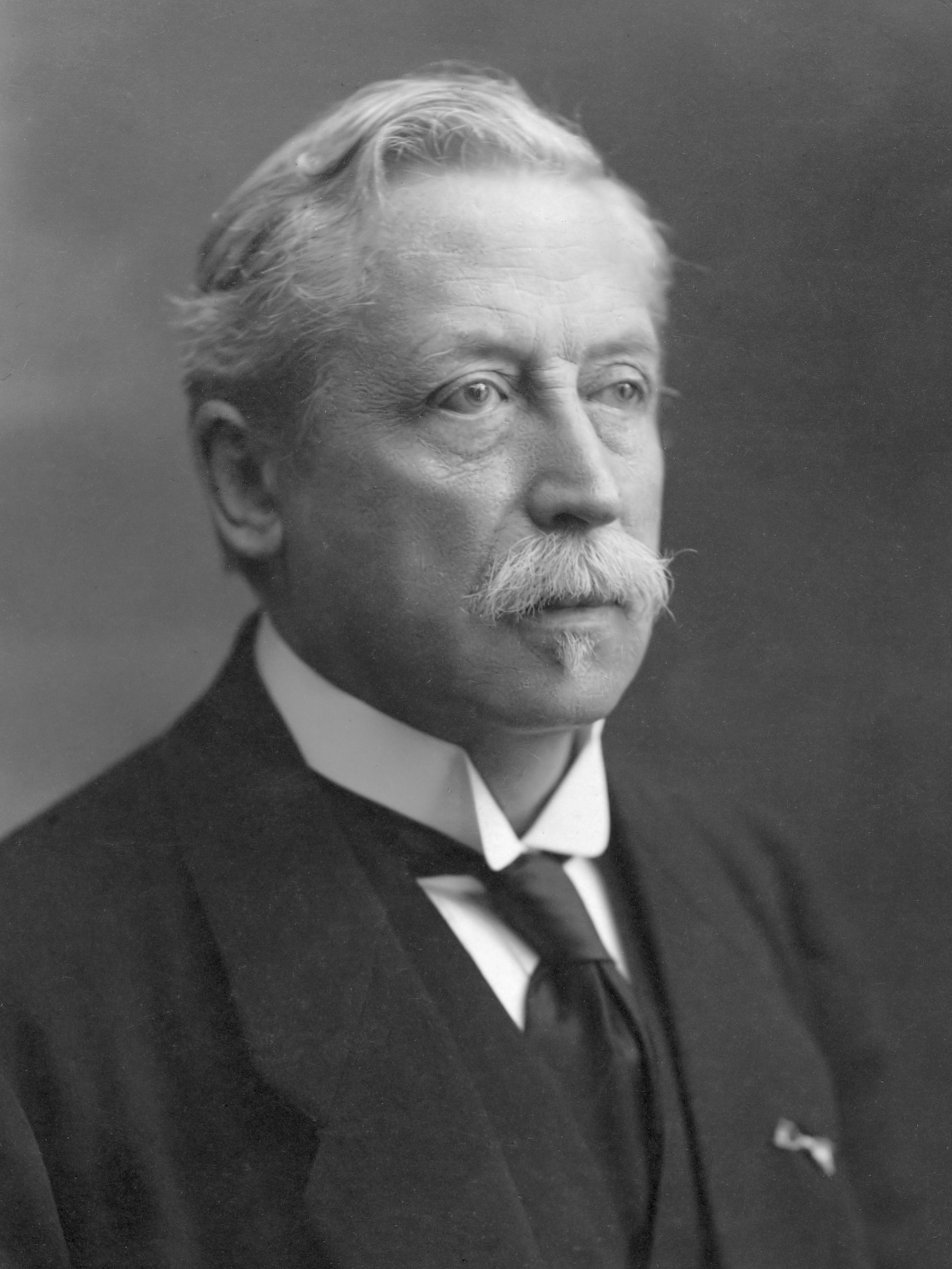
كريستيان إيكمان عام 1923

في عام 1897 أثبت أيكمان أن هناك عاملاً يوجد في الأرز غير المضروب (سمي فيما بعد بفيتامين ب1) ضروري لقيام الجهاز العصبي بأداء وظائفه على الوجه الأمثل، وكذلك ضروري لعملية أيض النشويات. ومن خلال أبحاثه تلك اكتشف أيكمان أن نقص هذا الفيتامين هو المسؤول عن حدوث مرض البري بري.